# Relatório Mundial de Envelhecimento e Saúde
O relatório mundial de envelhecimento e saúde (RMES), publicado em 2015 pela Organização Mundial da Saúde, revê o estado da arte e lacunas no conhecimento sobre o envelhecimento das populações e providencia um novo enquadramento de saúde pública para fomentar o envelhecimento Saudável  em torno do conceito de capacidade funcional.
Existe um resumo oficial do relatório em português que pode ser consultado no site da Organização Mundial da Saúde.

## Envelhecimento Saudável
O envelhecimento Saudável  é definido como o processo de desenvolvimento e manutenção da capacidade funcional que permite o bem-estar na idade avançada. Os conceitos-chave relacionados com o construtor de envelhecimento Saudável incluem: capacidade intrínseca, ambientes e capacidade funcional.
1. Capacidade Funcional é definida como todas as capacidades que permitem a uma pessoa ser ou algo que valoriza. É determinada pela combinação da capacidade individual intrínseca, fatores ambientais relevantes, assim como as interações entre o indivíduo e esses fatores;
2. Capacidade intrínseca e a soma de todas as capacidades físicas e mentais que uma pessoa pode utilizar em qualquer momento. Estas incluem herança genética, características pessoais (sexo, grupo étnico etc.) e uma multiplicidade de características de saúde incluído doenças e lesões, bem como as alterações fisiológicas e psicológicas decorrentes do processo de envelhecimento.
3. Ambientes incluem todos os fatores físicos e sociais que constituem o mundo em que vivemos, como são exemplo as acessibilidades, pessoas e seus relacionamentos, atitudes e valores, sistemas e políticas de saúde e de apoio social, e os serviços que as implementam.

Ao utilizar este conceitos, a moldura reconhece que grande parte da variabilidade que vemos ao nível da longevidade e capacidade intrínseca na idade mais avançada pode ser explicada pela interação entre o indivíduo e os ambientes que ele(a) experienciou ao longo da sua vida. O ambiente é considerado um influenciador mais forte na capacidade funcional, pois determina se em qualquer nível de capacidade intrínseca os indivíduos podem ainda fazer as coisas que são importantes para eles.
O Envelhecimento Saudável  não se centra na ausência de doença, mas sim na capacidade das pessoas realizarem coisas que valorizam mesmo na presença de doença.  Como tal, o Envelhecimento Saudável  e importante para todos, independentemente de quem sejam ou onde vivam.

## Principais achados
1. Quer a proporção, quer o número absoluto de pessoas maiores nas populações mundiais estão aumentando a um ritmo muito superior que no passado. Entre 2015 e 2050, o número de pessoas com idade acima dos 60 anos quase duplicará de 12% para 22%. Em 2020, existirão mais pessoas com mais de 60 anos de idade do que crianças com menos de 5 anos.
2. O envelhecimento das populações será uma grande tendência a nível mundial - incluindo o sul global. Em 2050, 80% das pessoas maiores viverão em países de renda baixa ou média.
3. Existe pouca evidência que sugira que esse aumento da esperança média de vida será acompanhado de boa saúde.  Ainda que as taxas de incapacidade severa tenham decrescido nos países de renda mais alta nos últimos 30 anos, não houve qualquer mudança significativa no que concerne a incapacidade moderada ou leve. Isto sugere que as pessoas mais velhas não usufruem de melhor saúde nos últimos anos de vida comparativamente às gerações anteriores.
4. A extensão pela qual indivíduos e sociedades podem beneficiar do envelhecimento populacional dependerá grandemente da saúde das pessoas maiores.

## Principais mensagens do relatório
- "Não há mais pessoa tipicamente velha”. As populações mais velhas são caracterizadas por uma enorme diversidade.
- “A diversidade na população de adultos maiores (pt: idosos) não é aleatória”. Grande parte deriva dos ambientes físicos e sociais em que as pessoas vivem . As pessoas com mais limitações são também aquelas que têm menos recursos para geri-las.
- “ A idade avançada não implica dependência”. O idadismo e a discriminação etária ignoram as contribuições importantes que as pessoas maiores oferecem a sociedade, incluindo para a economia.
- “O envelhecimento da população aumentará os custos com cuidados de saúde - porém não tanto quanto esperado”.
- “70 não é o novo 60 - mas poderia ser”. Atualmente as pessoas maiores não usufruem de boa saúde durante mais tempo , mas esforços poderão ser conduzidos para que tal aconteça.
- “Visão prospectiva, não retrospectiva”. O envelhecimento da população está a acontecer ao mesmo tempo que outras grandes mudanças sociais. Isto pode implicar que envelhecer no futuro será bastante diferente das experiências de gerações anteriores.[1]
- “O gasto com populações mais velhas é um investimento, não um custo.”

## Recomendações
O RMES define áreas prioritárias abrangentes para a tomada de ação que incluem informações mais detalhadas constantes do relatório, organizadas em torno de 4 temas:
1.Alinhar os sistemas de saúde às necessidades das populações maiores que atendem neste momento.  A medida que envelhecem, a pessoas tendem a ter necessidades de saúde mais complexas com uma tendência ao declínio funcional e o aumento da probabilidade de ter uma ou mais doenças crônicas. Os serviços de saúde actuais estão muito vocacionados para curar condições ou sintomas agudos carecendo de coordenação entre os profissionais da saúde, configurações e tempo.
 As abordagens-chave para proporcionar cuidados de saúde adaptados às necessidades de pessoas maiores são:
1) Desenvolver e garantir o acesso a serviços que proporcionam cuidados centrados e integrados para os adultos maiores;
2) Orientar os sistemas em torno de capacidades intrínsecas;
3) Garantir a existência de uma força de trabalho de profissionais de saúde sustentável e adequadamente treinada.
2. Desenvolver sistemas para fornecer cuidados de longo prazo. Os sistemas de cuidados de longa duração possuem muitos benefícios. Reduzem o uso inadequado de sistemas de cuidados agudos, ajudam as famílias a evitarem gastos exorbitantes com saúde e permitem que as mulheres assumam outros papéis sociais que não apenas de cuidadores. Contribuem assim para a coesão social, ao mesmo tempo que garantem dignidade a pessoas idosas que dependam de cuidados. As abordagens-chave identificadas para o desenvolvimento deste tipo de cuidados são:
1) Estabelecer as bases necessárias para um sistema de cuidados de longo prazo;
2) Construir e manter uma força de trabalho sustentável e adequadamente treinada;
3) Garantir a qualidade dos cuidados de longo prazo.
3. Criar ambientes favoráveis à população de adultos maiores. Um ambiente amigo das pessoas mais velhas e aquele que vai ao encontro das suas necessidades básicas; que permite a sua aprendizagem, desenvolvimento e tomada de decisões; que possibilita a manutenção da sua mobilidade; que fomenta a criação e manutenção de relações; que cria oportunidades para que as pessoas mais velhas continuem a dar o seu contributo.
As abordagens-chave para criá-lo passam por:
1) Combater o idadismo (discriminação etária);
2) Permitir a autonomia;
3) Apoiar o Envelhecimento Saudável em todas as políticas e em todos os níveis de governação.
4. Melhorar a medição, a monitorização (br: monitoramento) e a compreensão sobre envelhecimento saudável poderá contribuir para um melhor entendimento dos problemas de saúde experienciados pelas pessoas maiores e a utilidade de intervenções para geri-los.
Três abordagens cruciais para melhorar estes fatores são:  
1) Acordo sobre métricas, medidas e abordagens analíticas para o Envelhecimento Saudável;
2) Melhorar a compreensão do status de saúde e necessidades de populações idosas e o quão bem as suas necessidades estão sendo atendidas;
3) Aumentar a compreensão das trajetórias do Envelhecimento Saudável e o que pode ser feito para melhorá-las.

## Acompanhamento
Em maio de 2016, a Estratégia Global e Plano de Ação da OMS sobre envelhecimento e saúde foi adotada na 69ª World Health Assembly, sendo estabelecida de acordo com os resultados do RMES. Esta estratégia fornece um modelo para o desenvolvimento de uma ação concertada, no âmbito do Envelhecimento Saudável , dos estados-membros da OMS, secretariado, e outros parceiros ao longo do período de 15 anos que foi estabelecido para alcançar os objetivos de desenvolvimento sustentável.
Os objetivos definidos para o período de 2016 a 2019 incluem implementar a evidência disponível para maximizar a capacidade funcional, preenchendo as lacunas na evidência e estabelecendo parcerias que permitam garantir uma Década de Envelhecimento Saudável de 2020-2030.  
Nota: Este artigo foi redigido primariamente em português europeu. Sempre que possível foram também introduzidos termos técnicos específicos em português do Brasil (br:), ou vice-versa (pt:) para facilitar a leitura de todos os usuários lusófonos.